# Mixorthezia szovenyii
Mixorthezia szovenyii är en insektsart som beskrevs av Konczné Benedicty och Kozár in Kozár 2004. Mixorthezia szovenyii ingår i släktet Mixorthezia och familjen vaxsköldlöss.
Artens utbredningsområde är Peru. Inga underarter finns listade i Catalogue of Life.